# 윤희경
윤희경(1967년 9월 12일~)은 대한민국의 컬링 선수이다.